# Libellula cyanea
Libellula cyanea – gatunek ważki z rodziny ważkowatych (Libellulidae). Występuje na terenie Ameryki Północnej.